# رابرتزبریج
latitudeرابرتزبریجlongitudeرابرتزبریج
رابرتزبریج (به انگلیسی: Robertsbridge) یک روستا در انگلستان است که در ساسکس شرقی واقع شده‌است.

## خصوصیات
رابرتزبریج ۱۸٫۱۵ کیلومترمربع مساحت و ۲٬۶۴۱ نفر جمعیت دارد.

## نگارخانه

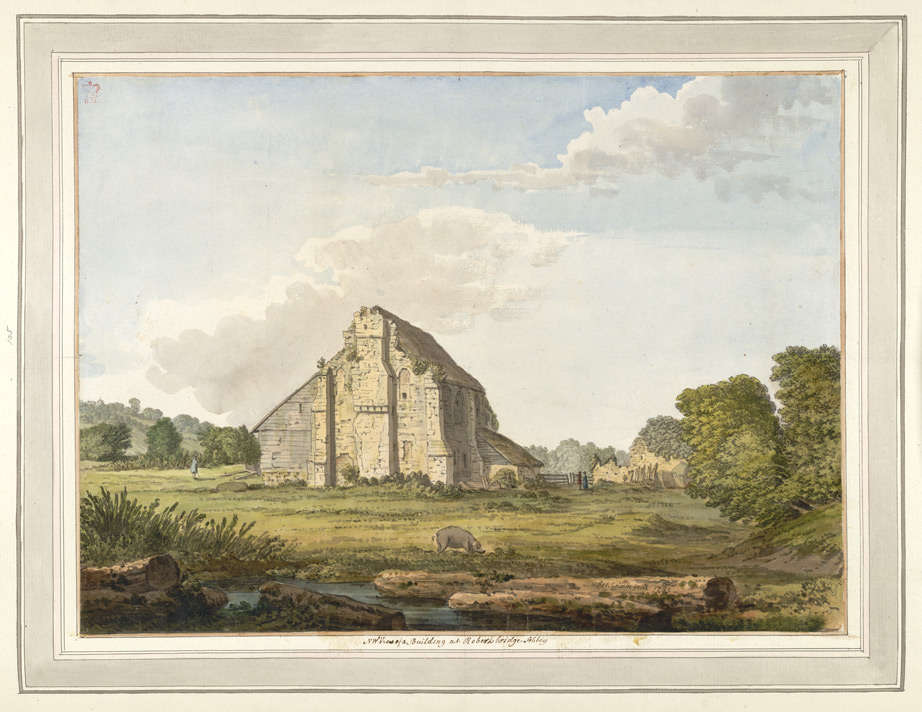
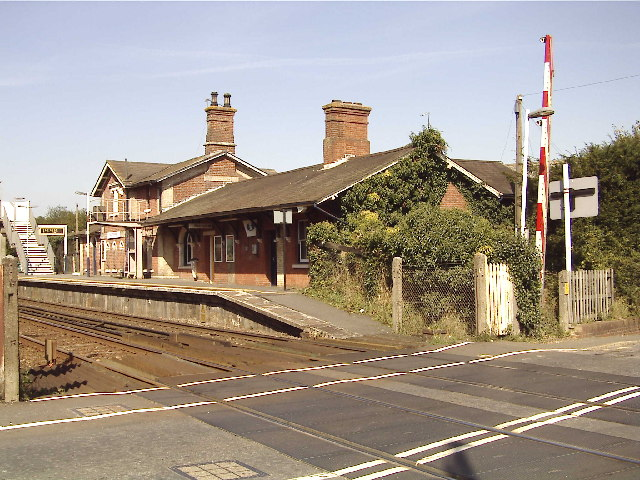
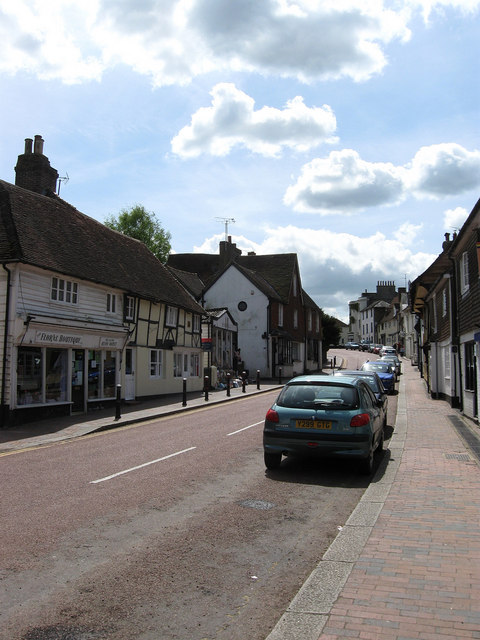
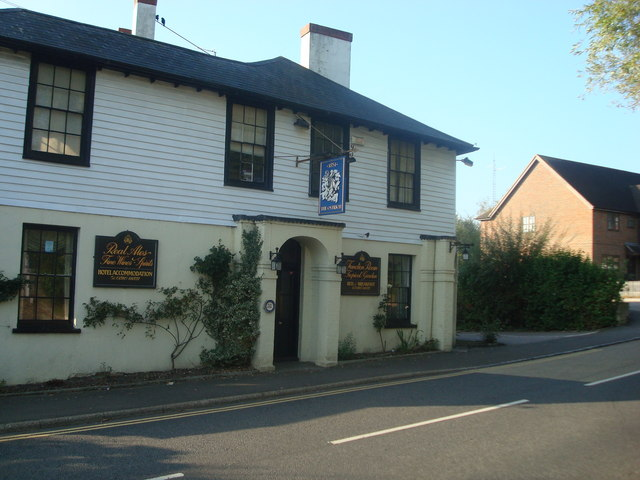
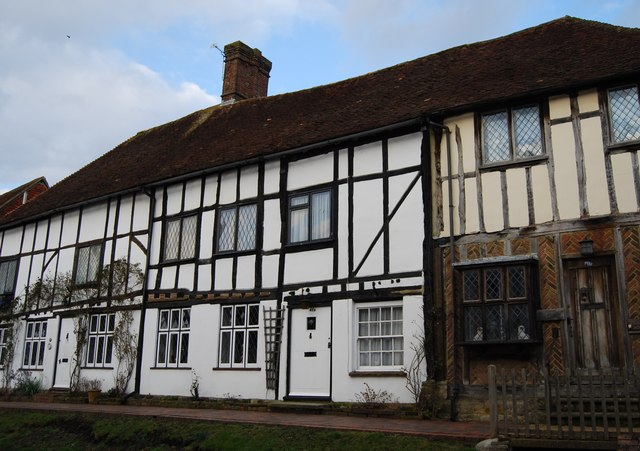
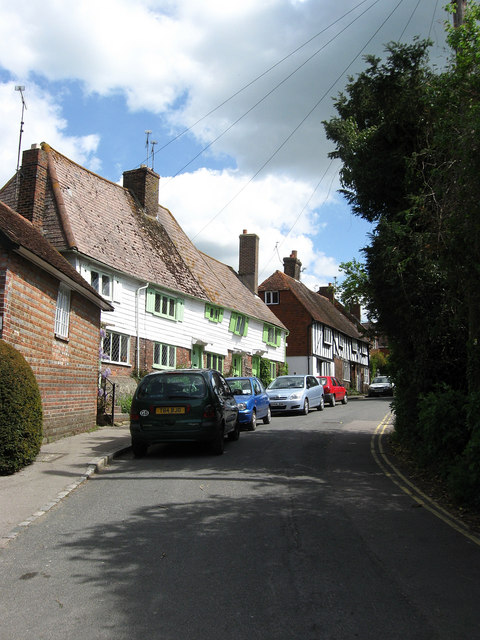